# Arthur Chung
Raymond Arthur Chung (Windsor Forest, 10 de gener de 1918 - Bel Air Springs, 23 de juny de 2008) va ser militant del partit Congrés Nacional del Poble de Guyana. Va ser President de Guyana entre 1970 i 1980, Va ser el primer cap d'Estat d'origen xinès a governar un país no asiàtic.
Arthur Chung va néixer en Windsor Forest, West Coast Demerara a Guyana. Va ser el menor dels vuit fills de Joseph i Lucy Chung. Va estar casat amb Doreen Pamela Ng-See-Quan, va tenir dos fills.
En 1965 es va convertir en membre del Partit Progressista del Poble. En 1966 va participar en l'acta de declaració d'independència de la seva nació, Guyana, i des de 1996 fins a 1970 va participar en diferents càrrecs durant el govern d'Edward Victor Luckhoo.
El 1970 varen celebrar eleccions i Arthur Chung va resultar vencedor com a candidat del Partit Progresista del poble per al període 1970-1977. El seu primer govern va tenir un balanç positiu, encara que es va veure vinculat amb els assassinats de Jonestown, ja que el govern havia cedit unes hectàrees al territori reclamat de Guaiana Essequiba. En les eleccions de 1977 resulta reelegit per governar fins a 1984. El seu segon govern va haver d'afrontar diversos moviments armats interracials, entre cristians i jueus. Finalment, el 1980 va haver de renunciar en no poder controlar la crisi racial que el país estava vivint, succeint-lo el llavors vicepresident Forbes Burnham.